# Toray Pan Pacific Open 2013
Toray Pan Pacific Open 2013 — жіночий тенісний турнір, що проходив на відкритих кортах з твердим покриттям. Це був 30-й турнір Toray Pan Pacific Open. Належав до категорії Premier в рамках Туру WTA 2013. Відбувся в Ariake Coliseum в Токіо (Японія) з 22 до 28 вересня 2013 року. Петра Квітова здобула титул в одиночному розряді.

## Очки і призові

### Нарахування очок
| Дисципліна       | П   | Ф   | ПФ  | ЧФ  | 1/8 | 1/16 | 1/32 | Q   | Q2  | Q1  |
| Одиночний розряд | 900 | 620 | 395 | 225 | 125 | 70   | 1    | 30  | 20  | 1   |
| Парний розряд    | 900 | 620 | 395 | 225 | 125 | 1    | Н/Д  | Н/Д | Н/Д | Н/Д |

### Призові гроші
| Дисципліна       | П        | Ф        | ПФ       | ЧФ      | 1/8     | 1/16    | Round of 64 | Q2     | Q1     |
| Одиночний розряд | $426,000 | $213,000 | $106,425 | $49,050 | $24,300 | $12,480 | $6,415      | $3,565 | $1,840 |
| Парний розряд *  | $122,000 | $66,200  | $35,100  | $18,650 | $10,150 | Н/Д     | Н/Д         | Н/Д    | Н/Д    |

* на пару

## Учасниці основної сітки в одиночному розряді

### Сіяні пари
| Країна     | Гравчиня             | Рейтинг1 | Сіяна |
| ---------- | -------------------- | -------- | ----- |
| Білорусь   | Вікторія Азаренко    | 2        | 1     |
| Польща     | Агнешка Радванська   | 4        | 2     |
| Італія     | Сара Еррані          | 6        | 3     |
| Данія      | Каролін Возняцкі     | 8        | 4     |
| Німеччина  | Анджелік Кербер      | 9        | 5     |
| Сербія     | Єлена Янкович        | 10       | 6     |
| Чехія      | Петра Квітова        | 11       | 7     |
| Італія     | Роберта Вінчі        | 12       | 8     |
| США        | Слоун Стівенс        | 13       | 9     |
| Іспанія    | Карла Суарес Наварро | 14       | 10    |
| Сербія     | Ана Іванович         | 16       | 11    |
| Австралія  | Саманта Стосур       | 17       | 12    |
| Румунія    | Сімона Халеп         | 18       | 13    |
| Бельгія    | Кірстен Фліпкенс     | 20       | 14    |
| Румунія    | Сорана Кирстя        | 22       | 15    |
| Словаччина | Домініка Цібулкова   | 23       | 16    |

- 1 Рейтинг подано станом на 16 вересня 2013

### Інші учасниці
Нижче наведено учасниць, які отримали вайлдкард на участь в основній сітці:
- Белінда Бенчич
- Місакі Дой
- Курумі Нара

Нижче наведено гравчинь, які пробились в основну сітку через стадію кваліфікації:
- Кейсі Деллаква
- Дарія Гаврилова
- Полона Герцог
- Паула Ормаечеа
- Одзакі Ріса
- Анастасія Родіонова
- Марія Тереса Торро Флор
- Барбора Стрицова

### Відмовились від участі
До початку турніру
- Маріон Бартолі (завершила кар'єру)
- Джеймі Гемптон (травма лівої щиколотки)
- Марія Кириленко
- Сабіне Лісіцкі (гарячка)
- Катерина Макарова
- Надія Петрова (травма лівого кульшового суглобу)
- Марія Шарапова (травма правого плеча)
- Серена Вільямс (втома)

### Знялись
- Анастасія Павлюченкова (хвороба)
- Анастасія Родіонова (травма в лівій частині живота)

## Учасниці основної сітки в парному розряді

### Сіяні пари
| Країна            | Гравчиня             | Країна    | Гравчиня           | Рейтинг1 | Сіяна |
| ----------------- | -------------------- | --------- | ------------------ | -------- | ----- |
| Китайський Тайбей | Сє Шувей             | КНР       | Пен Шуай           | 19       | 1     |
| Австралія         | Ешлі Барті           | Австралія | Кейсі Деллаква     | 23       | 2     |
| Сербія            | Єлена Янкович        | Словенія  | Катарина Среботнік | 26       | 3     |
| Німеччина         | Анна-Лена Гренефельд | Чехія     | Квета Пешке        | 27       | 4     |

- 1 Рейтинг подано станом на 16 вересня 2013

### Інші учасниці
Нижче наведено пари, які отримали вайлдкард на участь в основній сітці:
- Домініка Цібулкова /  Марина Еракович
- Кіміко Дате  /  Аранча Парра Сантонха
- Кірстен Фліпкенс /  Петра Квітова

Наведені нижче пари отримали місце як заміна:
- Аояма Сюко /  Меган Мултон-Леві

### Відмовились від участі
До початку турніру
- Мартіна Хінгіс (особисті причини)
- Анастасія Павлюченкова (хвороба)

## Переможниці та фіналістки

### Одиночний розряд
- Петра Квітова —  Анджелік Кербер 6–2, 0–6, 6–3

### Парний розряд
- Кара Блек /  Саня Мірза def. Чжань Хаоцін /  Лізель Губер 4–6, 6–0, [11–9]